# مگس‌های خفاشی
مگس‌های خفاشی (نام علمی: Nycteribiidae) نام یک تیره از راسته مگس است.